# Лейф Перссон
Лейф Перссон (повне ім'я Лейф Густав Віллі Перссон; швед. Leif Gustav Willy Persson; нар. 12 березня 1945, Стокгольм, Швеція) — шведський криміналіст і письменник детективного жанру, лауреат численних літературних премій.

## Біографія
Народився у сім'ї тесляра Густава та домогосподарки Маргіт Перссон. Пізніше сім'я переїхала у Вальхалавяген, а Перссон відвідував середню школу «Норра Реал».
Він розпочав навчання у Стокгольмському університеті в 1965 році. Навесні 1980 року захистив докторську дисертацію з проблем статистичних обчислень у кримінології. У 1982 році став доцентом Стокгольмського університету, а в 1991 році його призначили професором «криміналістики з особливою увагою до поліцейських методів та проблем» у Національній раді поліції.
Між 1967 і 1977 роками Лейф Перссон був експертом і радником Національної ради поліції. У 1977 році Перссон співпрацював із журналістом Пітером Браттом у так званому скандалі Гейєра, коли він підтвердив секретну записку, надіслану тодішнім комісаром національної поліції Карлом Перссоном до прем'єр-міністра Улофа Пальме про зв'язки міністра юстиції Леннарта Гейєра з проституцією у Стокгольмі.
Він вийшов на пенсію у віці 67 років. Його прийняли на роботу експертом у Міністерство юстиції. Його докторська дисертація та наукова робота насамперед стосуються контрабандних злочинів. Він надав автору та журналісту Пер Ліндебергу підтримку у його проєкті з журналістичних досліджень, який згодом був перероблений у книгу «Смерть — це людина».
Перссон написав кілька соціально-критичних детективних історій, які він сам називає романом про злочин і має вигаданих головних героїв, таких як Еверт Бекстрем, Бо Ярнебрінг та Ларс Мартін Йоханссон. У приватному порядку він зробив так званий профіль злочинця про можливого злочинця у нерозкритій справі про масове вбивство в Сольні в 1984 році.
Разом з письменником Яном Гіу (Jan Guillou) він створив телевізійну програму «Хлопці з Фагергульта» і у зв'язку з цим написав і видав кулінарні книги. З 1998 по 2010 рік він брав участь як експерт-криміналіст у телевізійній програмі «Розшукуються». Перссон взяв тимчасову перерву як експерт із розшуку протягом першого сезону 2006 року. Проте він швидко пошкодував про це і знову повернувся до наступного сезону. Восени 2010 року Перссон пішов з цієї програми, щоб разом з журналісткою Камілою Квартофт (Camilla Kvartoft) очолити «Тиждень злочинності» на іншому телеканалі. У вересні 2007 року Перссона критикували за те, що вони за 15 років не повідомляли жодних конкретних результатів досліджень.
У лютому 2012 року було оголошено, що американська продюсерська компанія «20th Century Fox» викупила права на можливість створення кіносеріалу «Бекстром» про персонажа Перссона Еверта Бекстрома. Після того, як телевізійна компанія CBS спочатку відхилила пілотний епізод, телевізійна компанія Fox Broadcasting Company транслювала 13 епізодів у 2015 році, перенісши дію в Портленд, штат Орегон. Творцем і співсценаристом серіалу був Гарт Генсон, а головну роль зіграв Рейн Вілсон.

## Сім'я
Був у 1968—1980 роках був одружений з медсестрою Біргіттою Лідстранд, у 1987—2002 роках — з Маргаретою Йонссон, а з 2003 року у шлюбі з Кім Олссон. Зараз він живе в квартирі в муніципалітеті Сульна і орендує ферму з мисливським угіддям у герцогині д'Отранте в замку Елгаммар біля Гнести в лені Седерманланд.
У Перссона є син, який народився в 1965 році. Потім у першому шлюбі народились дві доньки, включаючи письменницю Малін Перссон Джоліто (Malin Persson Giolito). У другому шлюбі народилася ще одна донька.

## Твори

### Кримінальні романи
- 1978 — Grisfesten (del 1 i en inledande trilogi) / Свиняча вечірка (частина 1 вступної трилогії) (екранізований у фільмі «Людина з Майорки», 1984);
- 1979 — Profitörerna (del 2 i en inledande trilogi) / Профітери (частина 1 вступної трилогії) (екранізований у однойменному телевізійному серіалі, 1983);
- 1982 — Samhällsbärarna (del 3 i en inledande trilogi) / Стовпи суспільства (частина 3 вступної трилогії) (екранізований у фільмі «Іменем закону», 1986);
- 2002 — Mellan sommarens längtan och vinterns köld (Between Summer's Longing and Winter's End[en]) (del 1 i trilogin Välfärdsstatens fall) / Між тугою літа та холодом зими (частина 1 трилогії «Падіння соціальної держави») (екранізований у серіалі «Смерть пілігрима», 2013);
- 2003 — En annan tid, ett annat liv (del 2 i trilogin Välfärdsstatens fall) / Інший час, інше життя (частина 2 трилогії «Падіння соціальної держави») (екранізований у серіалі «Четверта людина» 2014);
- 2005 — Linda-som i Lindamordet / Лінда є і, от, її вже вбито;
- 2007 — Faller fritt som i en dröm (del 3 i trilogin Välfärdsstatens fall) / Вільне падіння як уві сні (частина 3 трилогії «Падіння соціальної держави») (екранізований у серіалі «Смерть пілігрима», 2013);
- 2008 — Den som dödar draken / Той, хто вбиває дракона;
- 2010 — Den döende detektiven / Останній детектив (премія «Скляний ключ» 2010 року) (екранізований у телесеріалі «Останній детектив», 2018);
- 2013 — Den sanna historien om Pinocchios näsa / Справжня історія носа Піноккіо;
- 2015 — Bombmakaren och hans kvinna / Підривник і його дружина;
- 2016 — Kan man dö två gånger? / Чи можна померти двічі?

### Біографії
- 2011 — Gustavs grabb / Хлопчик Густава
- 2018 — Professor Wille Vingmutter, mästerdetektiv / професор Віллі Вінгмуттер, майстер-детектив

### Книги про полювання та кулінарію
- 1990 — Stora cmachoboken (Велика книга про смаки) ISBN 91-1-902512-2;
- 1991 — Grabbarnas stora presentbok: ett måste för grova grabbar och läskunniga tjejer (Велика подарункова книга для хлопчиків: обов'язкова для грубих хлопців і грамотних дівчат) ISBN 91-1-912002-8
- 1992 — Grabbarnas kokbok: precis som prinsessornas kokbok fast tvärtom (Кулінарна книга для хлопчиків: як і кулінарна книга принцес, але навпаки) ISBN 91-1-923212-8

### Наукові роботи та доповіді
- 1972 — Den dolda brottsligheten: några synpunkter på den problematiska kriminalstatistiken (Прихована злочинність: деякі погляди на проблемну статистику злочинів).
- 1973 — Om antalsräkning av brott: juridisk doktrin och statistisk lämplighet: Några synpunkter på ett tvärvetenskapligt problem. Stockholms Univ., 1973. 244 s. (Про кількість злочинів: правова доктрина і статистична придатність: деякі погляди на міждисциплінарну проблему.)
- 1975 — Socialvårdsbeskrivning i massmedia: slutrapport Sociologiska institutionen vid Stockholms universitet, 1975. (Опис соціальної допомоги в засобах масової інформації: підсумковий звіт кафедри соціології Стокгольмського університету,)
- 1975 — Direktobservation av brott: en metodstudie., Institutionen för kristen kriminologi vid Universitetet i Holland, 1975. (Пряме спостереження за злочинами: метод дослідження, кафедра християнської кримінології Університету Нідерландів)
- 1976 — Inbrottstjuvar i Stockholm: en studie av individuell brottsbelastning, samhällelig brottsnivå och brottsutveckling. Stockholm, 1976. 49 sidor. (Грабіжники в Стокгольмі: дослідження індивідуального тягаря злочинності, рівня суспільної злочинності та розвитку злочинності)
- 1980 — Hidden criminality: theoretical and methodological problems, empirical results. Stockholm, 1980 Gotab. 52 sidor. (Прихована злочинність: теоретико-методологічні проблеми, емпіричні результати) (англ.)
- 1981 — Våldtäkt: en kriminologisk kartläggning av våldtäktsbrottet. s. 272—274. 2 sidor. Sexualbrottskommittén. Liber Förlag. Stockholm. (Зґвалтування: кримінологічний огляд цього злочину)
- 1981 — Horor, hallickar och torskar: en bok om prostitutionen i Sverige. Bok, 235 s., Stockholm: Norstedt, 1981, ISBN 91-1-814091-2 (Finns också som talbok. utgiven 2009). (Повії, сутенери і тріска: книга про проституцію в Швеції.)
- 1981 Prostitution i Sverige: en kartläggning av utvecklingen under 70-talet och den aktuella situationen. Artikel i Nordisk tidsskrift for kriminalvidenskab. 0029-1528 ; 68 (1981):1, sidorna 40-60 (Проституція в Швеції: огляд подій протягом 1970-х років і нинішньої ситуації.)
- 1986 — Facket och kampen mot den ekonomiska brottsligheten. Stig Gustafsson, jurist (författare) & Leif G.W. Persson (författare), utg. av TCO, Stockholm 1986, 22 sidor (Союз і боротьба з економічною злочинністю.)
- 1986 — Kampen mot eko-brotten. 1. Polisen. Stockholm. 1986. 167 sidor. (Боротьба з екологічними злочинами.)
- 1987 — Bostadsinbrott, bilstölder samt tillgrepp ur och från motorfordon: några synpunkter på sambandet mellan individuell brottsbelastning och samhällets brottsnivå 1965-80 (Домашні крадіжки, крадіжки автомобілів та напади з автомобілів: деякі погляди на зв'язок між рівнем злочинності окремої особи та рівнем злочинності в суспільстві 1965-80 рр.)
- 1988 — Om offentlig och privat kriminalpolitik. BRÅ, 1988. 15 sidor (Про державну та приватну кримінальну політику)
- 1990 — Brottsoffer. 1. En studie om människor som utsatts för våldsbrott. Stockholm: Trygg-Hansa, 1990. (Жертви злочинів. Дослідження людей, які стали жертвами насильницьких злочинів.)
- 1990 — Brottsoffer. 2. En studie om människor som utsatts för stölder och skadegörelser. Stockholm: Trygg-Hansa, 1990. (Жертви злочинів. Дослідження людей, які стали жертвами крадіжок і вандалізму)
- 1994 — Försäkringsbedrägerier: en kriminologisk kartläggning. Leif G.W. Persson & Birgitta Bongenhielm. Solna: Polishögskolan., 86 sidor. Diagr., tab. (PHS-rapport 1994:1) (Страхове шахрайство: кримінологічне дослідження.)
- 1995 — Knivvåld: en kartläggning av knivvåld bland ungdomar. Leif G.W. Persson, Jan Andersson, Toni Demitz-Helin m.fl. Stockholm: Brottsförebyggande rådet BRÅ, 1995. 99 sidor. (Насильство за допомогою ножа: дослідження його серед молоді)
- 1995 — Poliser som iakttagare: effekter av initial träning och senare yrkeserfarenhet. Av Sven-Åke Christianson, Ingemar Karlsson & Leif G. W. Persson. Stockholm. 1995. 24 sidor. (PHS-rapport, 1995:2) (Поліцейські як спостерігачі: наслідки початкової підготовки та подальшого професійного досвіду.)
- 1998 — Försäkringsbedrägerier: en kriminologisk kartläggning. Leif G.W. Persson & Karin Svanberg, 1998. (Страхове шахрайство: кримінологічне дослідження.)
- 1999 — Cigarettsmugglingens struktur, omfattning och utveckling under senare delen av 1990-talet: från limpa till lunga. Stockholm. Brottsförebyggande rådet BRÅ, 1999 28 sidor. med illustrationer. (Структура, масштаби та розвиток контрабанди сигарет у другій половині 1990-х: від батона до легень)
- 1999 — Kontrollnivå och lönsamhet vid organiserad cigarettsmuggling. Stockholm. BRÅ, 1999. 24 sidor. (Рівень контролю та рентабельності організованої контрабанди цигарок)